# Cividino
Cividino [ʧiviˈdiːno] (Siidì [siiˈdi] in dialetto bergamasco) è una frazione del comune di Castelli Calepio, in provincia di Bergamo. È aggregato con la frazione di Quintano per un totale di circa 4 000 abitanti.

## Geografia fisica

### Territorio
Si trova lungo la sponda destra del fiume Oglio, in Val Calepio. Confina con la provincia di Brescia, per mezzo del comune di Palazzolo sull'Oglio, e con il comune orobico di Grumello del Monte.
Cividino si trova in una zona economicamente ricca per via delle numerose imprese industriali e artigiane che operano sul territorio, inoltre la sua locazione vicino all'autostrada A4 ed a altre vie di comunicazione importanti, permettono alla frazione di comunicare con centri urbani importanti, come i capoluoghi Bergamo, Brescia e Milano.
In ricordo e ringraziamento ai frati uscenti è stato intitolato un bellissimo parco giochi per bambini: il parco "Frati Francescani", situato nei pressi della chiesa di San Giovanni.

## Monumenti e luoghi d'interesse
Sul territorio vi è il santuario mariano dedicato a Nostra Signora di Cividino, edificato alla fine del Quattrocento, in onore di una apparizione ad un pastorello sordo muto, il quale dopo il miracoloso evento riprese a udire e parlare. In merito a questo, il 30 settembre viene festeggiata la solennità patronale. Va ricordata anche la chiesetta romanica di San Giovanni, il convento dei frati minori francescani e la chiesa di Quintano dedicata a san Giuseppe.
Il 30 giugno 2012, dopo 400 anni circa di presenza dei Francescani, il convento dei Frati Minori viene ceduto alle monache carmelitane scalze appartenenti all'ordine della Beata Vergine Maria del Monte Carmelo, figlia di Santa Teresa di Gesù.
Sul territorio vi è la chiesa parrocchiale di Santa Maria Addolorata.